# Pallor mortis

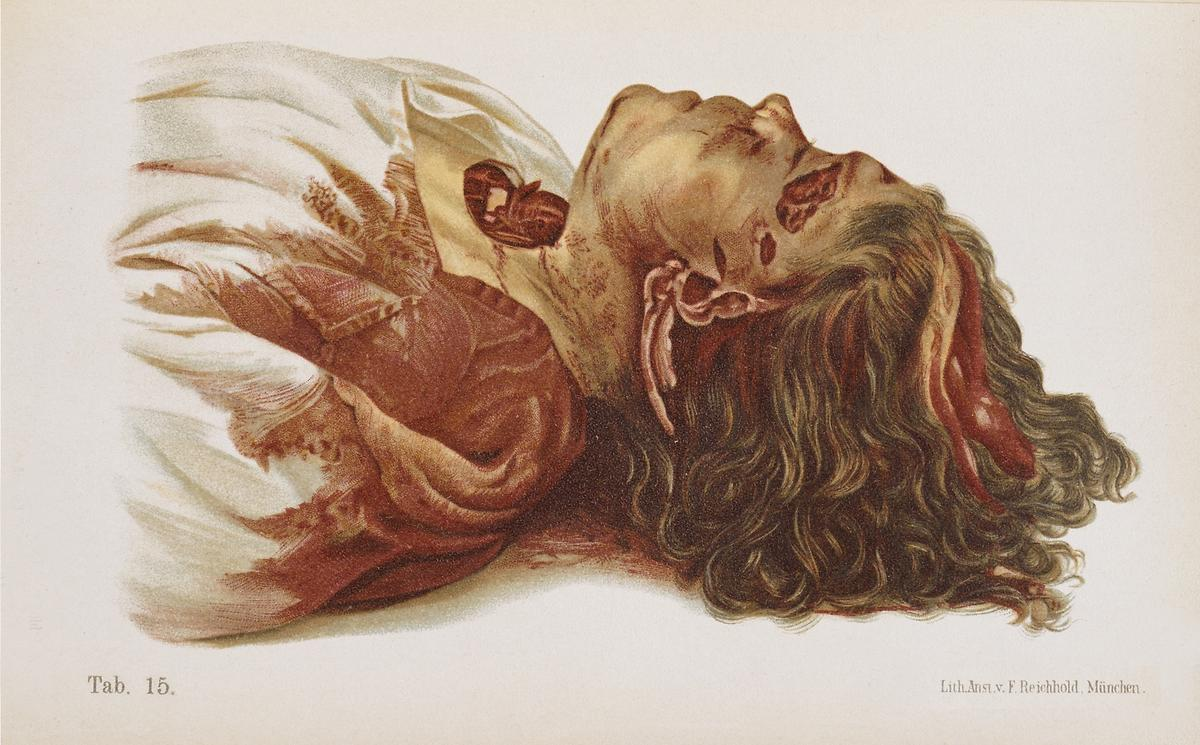
vybledlá mrtvola ženy, kresba, Hofmann Lehrbuch

Pallor mortis je posmrtná nápadná vybledlost těla. Vzniká krátce po zástavě srdce reflexním stažením tepen a tepének, které z nich vytlačí krev do žilního systému a tepny zůstávají většinou prázdné. Vzhledem k rychlému nástupu po smrti (15–20 minut) nemá pro soudní lékařství velký význam s výjimkou závěru, že smrt nastala méně než před 15 minutami. I živý člověk může podobně zblednout v případě, že v důsledku nějaké události (srdeční selhání, šok, vazokonstrikce) dojde k přemístění krve z povrchu těla.